# Aridibacter famidurans
Aridibacter famidurans es una especie de bacteria gramnegativa del género Aridibacter. Fue descrita en el año 2014, es la especie tipo. Su etimología hace referencia a supervivencia del hambre. Es aerobia e inmóvil. Tiene un tamaño de 0,9 μm de ancho por 2,5-3 μm de largo. Crece de forma individual o en cadenas cortas. Catalasa positiva y oxidasa negativa. Forma colonias circulares, de color rosa, traslúcidas, convexas y con márgenes enteros. En cultivo líquido adquieren un tono amarillo-rosa claro. Temperatura de crecimiento entre 15-44 °C, óptima de 24-36 °C. Tiene un tiempo de duplicación de 5,5 horas. Tiene un contenido de G+C de 53,2%. Se ha aislado del suelo de la sabana en Erichsfelde, Namibia. 